# ديف ستيوارت (لاعب كرة قدم)
ديف ستيوارت (بالإنجليزية: Dave Stewart)‏ هو لاعب كرة قدم ومدرب كرة قدم بريطاني في مركز الدفاع، ولد في 14 أغسطس 1978 في Irvine, North Ayrshire ‏ في المملكة المتحدة. لعب مع نادي كلايدبانك ‏.